# Christliche Munsee

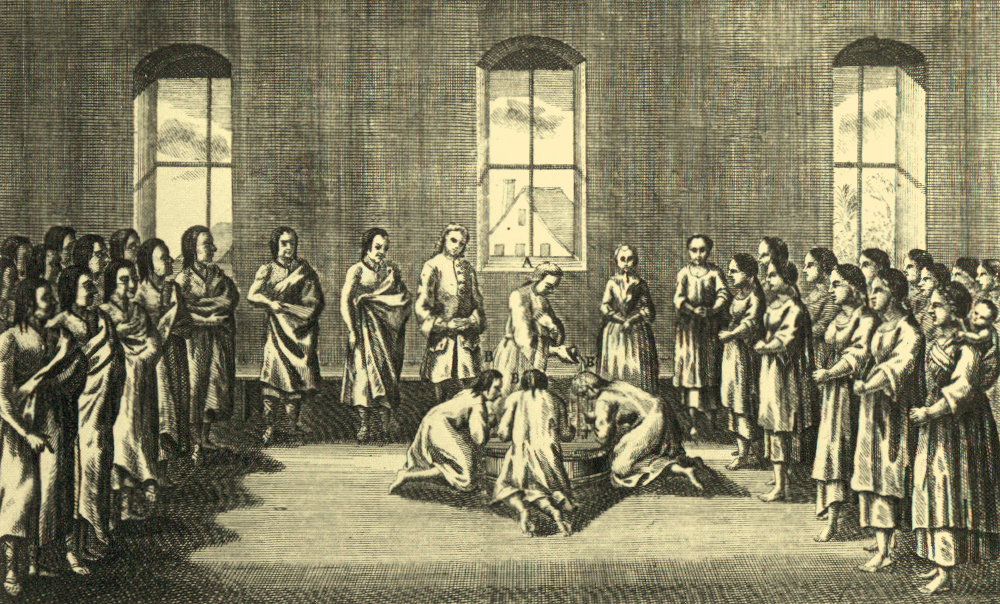
Ein Herrnhuter Missionar tauft drei Munsee-Delaware

Mit Christliche Munsee oder Mährische Indianer werden Indianer vom Stamm der Munsee-Lenape bezeichnet, die von Missionaren der Herrnhuter Brüdergemeine im 18. und 19. Jahrhundert zum Christentum bekehrt wurden.
Die Munsee-Lenape lebten im 17. Jahrhundert etwa in der Gegend, in der die heutigen Bundesstaaten New York, Pennsylvania und New Jersey zusammentreffen, das heißt im nördlichen New Jersey, im südöstlichen New York und östlichen Pennsylvania. Zu ihnen gehörten zum Beispiel die Esopus, Minisink, Canarsee und Wappinger. Durch den Druck der europäischen Siedler wurden sie ab 1650 nach Westen gedrängt und schlossen sich zusammen. Die Gruppen aus dem Land östlich des Hudson Rivers zogen sich ins Inland zurück und ließen sich in abgelegenen Regionen nieder. Zu Beginn des 18. Jahrhunderts setzte sich dieser Trend fort, die Minisink zogen nordwestlich zum nördlichen Arm des Susquehanna Rivers, und viele Munsee sprechende Lenape aus dem Hudsontal vereinigten sich mit ihnen. Im Laufe der Zeit änderte sich der Name für diese neue Gruppierung von Minisink in Munsee oder Muncie.

## Herrnhuter Brüdergemeine

Symbol der Herrnhuter Brüdergemeine

Etwa um 1750 begannen Missionare der Herrnhuter Brüdergemeine, deutsche Protestanten, die 1735 nach Nordamerika gekommen waren, mit der Missionierung mehrerer Indianervölker. Im Zentrum ihrer Bemühungen standen die Lenni Lenape, wozu sie die Munsee-Sprache erlernten. Sie folgten diesem Stamm von Pennsylvania über Ohio und Indiana schließlich nach Kansas. Missionarisch tätig waren sie ferner bei den Mahican und den Mattabesic in Connecticut und New York sowie bei den Cherokee in Georgia und später in Oklahoma.
Viele Informationen über die frühe Geschichte der Christlichen Munsee stammen aus den Aufzeichnungen der Herrnhuter Missionare. Anders als die übrigen christlichen Gruppen, die aufgrund der Glaubensfreiheit nach Amerika kamen, war ihr Hauptanliegen die Missionierung der Indianer. Erste Versuche unternahmen sie 1735 in Georgia, fünf Jahre später verlegten sie ihre Basis nach Pennsylvania, wo sie 1741 die Stadt Bethlehem gründeten. Schon bald erkannten sie, dass die Errichtung von Missionsdörfern jenseits der Siedlungsgrenze mehr Aussicht auf Erfolg hatte, als die Indianer innerhalb weißer Siedlungen zu missionieren. So waren die Herrnhuter Missionare oft die ersten Europäer, die bei Indianern lebten und arbeiteten. Aus Sicherheitsgründen lagen die gegründeten Dörfer abseits von europäischen und anderen indianischen Siedlungen. Die Herrnhuter predigten Gewaltlosigkeit und erzielten mit ihrer friedliebenden Art bemerkenswerte Erfolge.
Die Missionare machten akribische Aufzeichnungen über ihre Arbeit bei den Christlichen Munsee. Die Immigranten aus Herrnhut waren Deutsche, so dass ein großer Teil ihrer Dokumente auf Deutsch verfasst ist. Außerdem machen von Herrnhutern verfasste religiöse Texte einen Großteil des Textcorpus der delawarischen Sprachen aus. Zusätzlich zum Kirchenregister und den Briefen und Berichten, die sie an ihre Oberen in Bethlehem schickten, führten sie ein Journal über ihre täglichen Aktivitäten. Es enthielt alle Ereignisse im Tagesablauf des Missionsdorfes, wie zum Beispiel Besucher, Ernte, Jagd, Krankheiten, Probleme und Entscheidungen. Insgesamt umfassen die Aufzeichnungen über 50.000 handgeschriebene Seiten, die im Archiv der Moravian Church of Bethlehem aufbewahrt werden und von unschätzbarem Wert sind.

## In Ohio

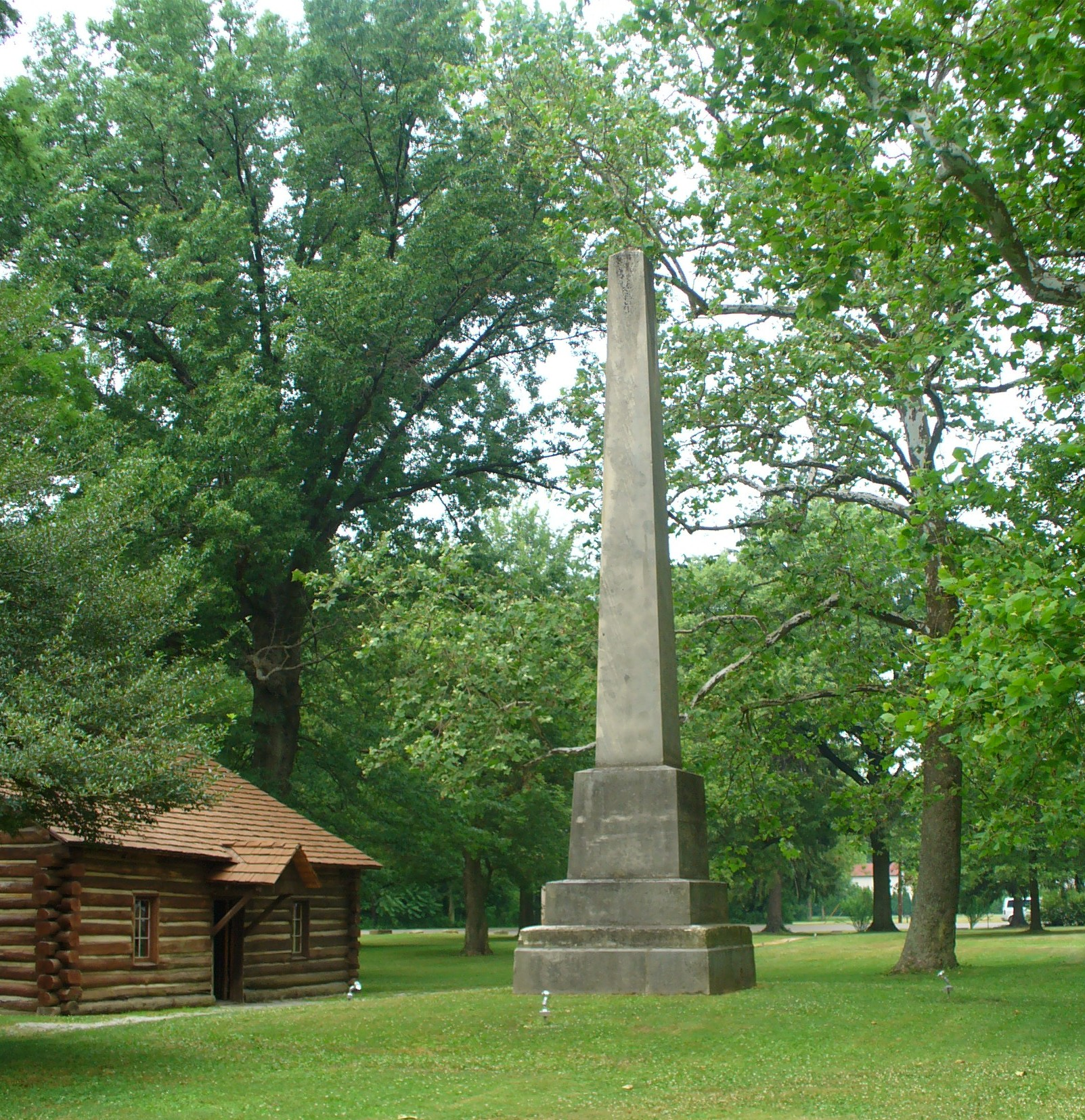
Denkmal für die Opfer in Gnadenhütten

Die ersten Missionen wurden in New York und Pennsylvania errichtet. Im Jahr 1772 zog der Missionar David Zeisberger (1721–1808) mit seinen konvertierten Munsee in das jenseits der Siedlungsgrenze liegende Ohiogebiet, wo er das Missionsdorf Schönbrunn am Tuscarawas River errichtete. Zeisberger war der bekannteste Missionar der Herrnhuter Brüdergemeine, und bis zu seinem Tod im Jahr 1808 widmete er seine ganze Kraft der Christianisierung der Lenape, speziell der Munsee. Hierzu übersetzte er auch eine Harmonie der vier Evangelien und eine Reihe weiterer christlicher Texte ins Delawarische. Es gab natürlich noch weitere Missionare, so zum Beispiel Benjamin Mortimer, Johann Heckewelder, John Schnall und Christian Denke. Mortimer war Zeisbergers Assistent und in späteren Jahren sein Schreiber und Nachfolger nach seinem Tod. Heckewelder war der Wissenschaftler unter den Missionaren. Er verfasste detaillierte Erfahrungsberichte über die Kultur der Indianer und wurde Mitglied der Amerikanischen Philosophischen Gesellschaft.
Nachdem die konvertierten Munsee ins Ohiogebiet gezogen waren, wurden sie als besondere Gruppe wahrgenommen. Man nannte sie Mährische Indianer, Mährische Munsee, Christliche Munsee oder einfach Christliche Indianer. Aus Zeisbergers Aufzeichnungen geht hervor, dass er unsere Indianer von den wilden Indianern unterschied. Bei bevorstehenden Umzügen schrieb er über die Notwendigkeit, sie im Frühjahr beginnen zu lassen, damit die Gärten noch bestellt werden konnten. Er bemerkte, dass wilde Indianer sich allein durch die Jagd ernähren könnten, während unsere Indianer an pflanzliche Nahrung gewöhnt seien.
Im Amerikanischen Unabhängigkeitskrieg (1775–1783) lagen die Dörfer der Christlichen Munsee genau zwischen den Fronten der Kriegsparteien, den Briten im Westen und den Amerikanern im Osten. Die meisten Indianerstämme im Ohiogebiet kämpften entweder auf britischer oder auf amerikanischer Seite. Im Sommer 1781 verhielten sich nur noch die Munsee in den Herrnhuter Missionen neutral. Diese Missionen lagen an den Hauptrouten der durchziehenden weißen und indianischen Kriegstruppen und wurden von beiden Seiten gleichermaßen schikaniert. Im Herbst ordneten die Briten ihre Internierung an, und eine Truppe von Wyandot-Kriegern geleitete sie nach Captive Town am oberen Sandusky River. Im Winter gab es eine Hungersnot und einige der Christlichen Munsee kehrten in ihr Missionsdorf Gnadenhütten zurück, um den noch auf den Feldern stehenden Mais zu ernten. Anfang März wurde Gnadenhütten von Lenape-Kriegern passiert, die von Überfällen aus Pennsylvania zurückkamen. Ihnen auf den Fersen waren 160 Mann der Pennsylvania-Miliz unter dem Kommando von Colonel David Williamson. Williamson verdächtigte die Missionsindianer, die verfolgten Indianer zu unterstützen, stellte sie unter Arrest und beschloss ihre Hinrichtung für den nächsten Tag. Am Morgen brachten die Soldaten die Gefangenen zu zweit in eine Hütte, ließen sie niederknien und zerschlugen ihre Schädel mit einem Böttcherschlegel. Williamsons Männer töteten 28 Männer, 29 Frauen und 39 Kinder. Die Toten wurden in den Hütten zu Haufen aufgeschichtet und alle Gebäude niedergebrannt. Das Ereignis ging als Gnadenhütten-Massaker in die Geschichte ein und die einzigen Überlebenden waren zwei Jungen, die Zeisberger später in seinem Bericht über den Vorfall erwähnt. Noch Jahrzehnte danach war das Massaker ein Thema bei jeder Friedensverhandlung zwischen den Munsee und den Amerikanern.

## In Kanada

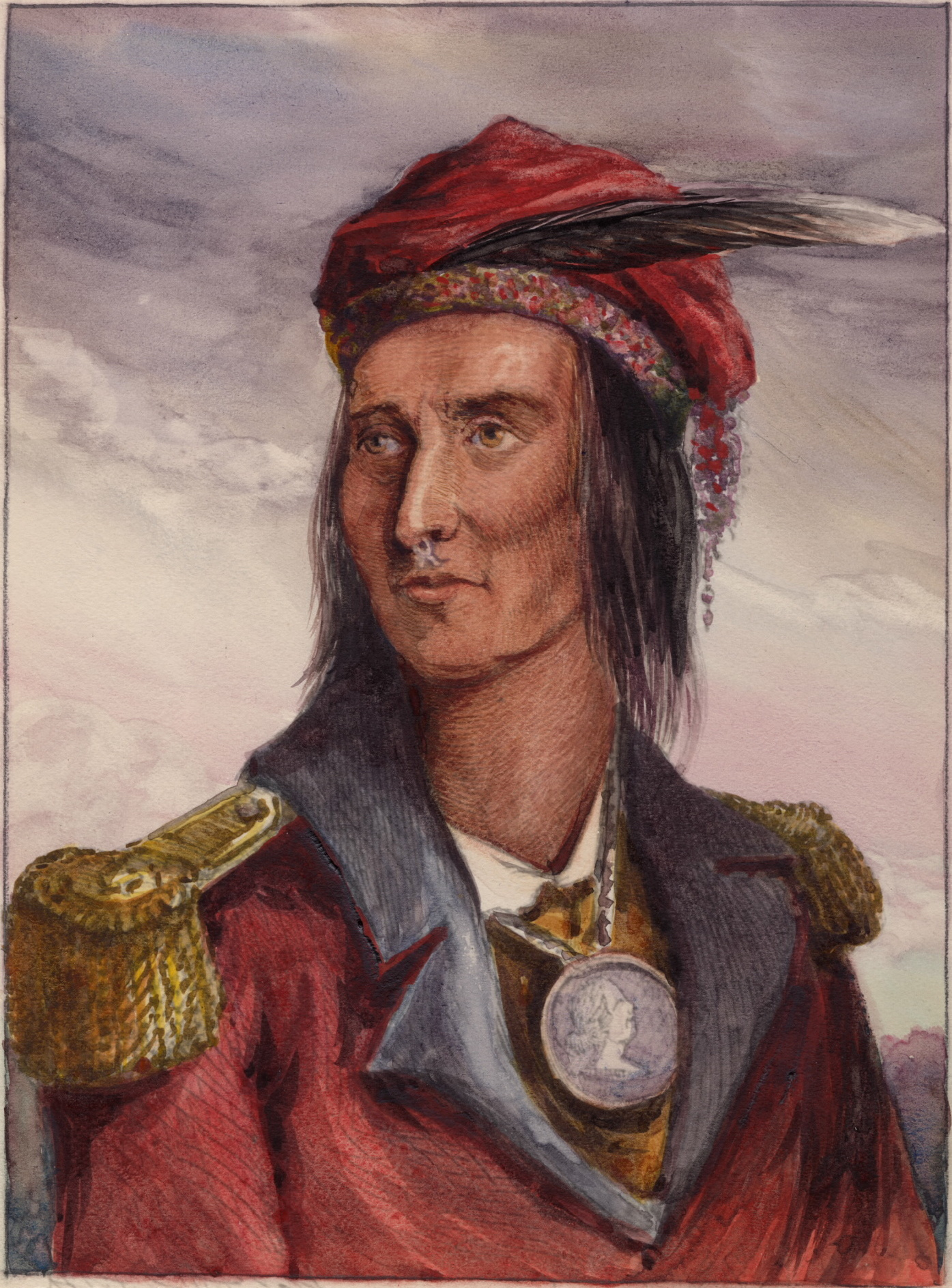
Tecumseh, Häuptling der Shawnee

Nach mehr als zehn Jahren Krieg oder Vertreibung folgten die Christlichen Munsee Zeisberger im Jahr 1792 ins südöstliche Ontario in Kanada, wo sie die neue Siedlung Schönfeld (engl.: Fairfield) am Thames River gründeten, die als Moraviantown bekannt wurde. Einige Jahre später kehrte Zeisberger mit einigen Helfern zum Tal des Muskingum Rivers zurück, um dort seine letzte Mission in Goshen zu errichten. Die meisten Christlichen Munsee blieben allerdings in Ontario, wo sie etwa 20 Jahre lang in relativer Ruhe leben konnten. Sie bestritten ihren Lebensunterhalt mit Farmarbeit, Bienenzüchten, Waschbärenfangen, dem Bau von Kanus und dem Verkauf von Nüssen und überschüssigem Mais. Noch einmal wurden sie Opfer eines Krieges, als ihre Siedlung im Krieg von 1812 in der Schlacht am Thames River bis auf den Grund niedergebrannt wurde. Diese Schlacht ist vor allen Dingen deshalb in die Geschichte eingegangen, weil es ein großer Sieg des amerikanischen Generals William Henry Harrison war, bei dem sein berühmter indianischer Gegner Tecumseh den Tod fand. Kaum erwähnt blieb allerdings die völlige Zerstörung von Moraviantown, deren Einwohner in die Wildnis flohen, nach Ende der Feindseligkeiten jedoch zurückkehrten und das Dorf New Fairfield aufbauten.

## Im amerikanischen Westen
Ein Teil der Christlichen Munsee zog in den 1830er Jahren über den Mississippi River nach Westen, wo andere Stämme schon in Reservaten lebten. In der Zwischenzeit waren einige Lenape-Stämme nach Indiana gezogen, woher der Name der heutigen Stadt Muncie stammt, dann nach Missouri und schließlich nach Kansas. In Wisconsin lebten seit einigen Jahren die Stockbridge-Mohican, eine andere Gruppe christlicher Indianer, die nach ihrem gleichnamigen Missionsdorf in Massachusetts benannt worden waren. Im Jahr 1837 setzten sich einige Munsee aus Fairfield in ihre offenen Mackinaw-Boote, um über die Großen Seen nach Wisconsin zu fahren und sich mit den Stockbridge-Mohican westlich von Green Bay zu verbinden. Der kombinierte Stamm erhielt den Namen Stockbridge-Munsee und sie sind heute die einzigen Munsee, die bundesstaatlich anerkannt wurden. Viele dieser Munsee kehrten allerdings nach Ontario zurück und erhielten in Kanada die staatliche Anerkennung als Delaware Nation, Moravian of the Thames. Im Jahr 1839 ging eine kleine Gruppe nach Kansas und entwickelte sich dort zu einer separaten Gruppe mit eigener Identität. Dort lebten sie unter der Obhut der Missionare zunächst im Wyandotte County und erwarben einige Jahre später Land im Leavenworth County. Eine weitere Gruppe siedelte bei Fort Scott im Bourbon County.
Die übrigen Lenape in Kansas beteiligten sich aktiv an der Eroberung des Westens, arbeiteten als Kundschafter und Büffeljäger für Planwagentrecks und die amerikanische Armee. Einige dienten als Soldaten in Kalifornien und kämpften für die US-Armee im Mexikanisch-Amerikanischen Krieg (1846–1848). Trotzdem zwang der Druck weißer Siedler die meisten Lenape um das Jahr 1857, Kansas zu verlassen und in das Indianerterritorium oder nach Kanada zu gehen. Einige Munsee blieben jedoch in Kansas. Die Christlichen Munsee zählten jetzt weniger als hundert Angehörige und kauften ein kleines Reservat im Franklin County von einer Gruppe Chippewa. Im Vertrag von 1859 wurden offiziell die Reservate der Swan Creek Chippewa, Black River Chippewa und Christlichen Munsee zusammengelegt. Dieses Reservat umfasst etwa 30 km² und liegt am Marais des Cygnes River (deutsch Schwanensumpf-Fluss) bei der Stadt Ottawa in Kansas.
Im Sezessionskrieg (1861–1865) dienten die meisten körperlich geeigneten jungen Lenape bei den Kansas-Freiwilligen (englisch Kansas Volunteers), obwohl sie noch keine US-Bürgerrechte besaßen. Sie kämpften gegen konföderierte Truppen und gegen die Cherokee, Choctaw und Chickasaw aus dem Indianerterritorium, die auf der Seite der Südstaaten im Krieg standen. Nach dem Krieg litten die vereinigten Chippewa und Munsee unter den Folgen von Krankheiten und an hoher Kindersterblichkeit, so dass die Zahl der Stammesmitglieder immer weiter zurückging.
Der bekannteste und sicherlich prominenteste konvertierte Lenape war Gelelemend, der Sohn von John Killbuck und Enkel des großen Lenape-Häuptlings Netawatnes. Als Gelelemend getauft wurde, bekam er den Namen William Henry, und seine christlichen Glaubensbrüder nannten ihn Billy. In die Geschichte ging er als John Killbuck jr. ein, und seine Nachfahren hießen mit Nachnamen Kilbuck, ein Name, der als Synonym für die Munsee in Kansas gelten kann.

## Heutige Situation
In ihrer Geschichte wurden die Christlichen Munsee auffallend oft von Vertragsverhandlungen ausgeschlossen, in erster Linie aufgrund ihrer geringen Zahl und ihrer Forderung nach Selbstständigkeit. Das Fehlen ihrer Unterschrift in früheren Verträgen führte wahrscheinlich zur Nichtanerkennung als eigenständige Gruppe. Von den 70 eingetragenen Mitgliedern waren 43 Nachkommen der Caleb-Familie, während 21 von der Kilbuck-Familie abstammten. Schließlich wurde das gesamte Land in Kansas aufgeteilt. Im Jahr 1900 wurde ihr Status als Indianer beendet, nachdem sie ihre Abfindung vom Staat erhalten hatten. Sie hatten nun kein Anrecht auf soziale Leistungen mehr, zum Unterschied zu den Lenape-Gruppen in Oklahoma. Viele Nachkommen leben noch immer in Ottawa und Kansas, und es gibt Anzeichen dafür, dass sie ihre indianische Identität wiederbeleben wollen.
Der Zensus im Jahr 2000 ergab 2.012 Stockbridge-Munsee in Wisconsin.